# Jodie Henry
Jodie Clare Henry (* 17. November 1983 in Brisbane) ist eine australische Schwimmerin.
Henry begann im Alter von zehn Jahren mit Schwimmen als Leistungssport. Die Studentin aus Brisbane ist zusammen mit ihrer Landsfrau Lisbeth Lenton die überragende Freistilschwimmerin der Gegenwart. Nach Silber bei den Weltmeisterschaften in Barcelona (2003), das für viele überraschend kam, begann sie die Schwimmwelt über 100 m Freistil klar zu dominieren. Was mit einem Weltrekord bei den Olympischen Spielen in Athen begann, endete im totalen Triumph für die junge Queensländerin. Jodie Henry ist vielfache Weltrekordhalterin und Commonwealth Games Siegerin.

## Erfolge

### Olympische Spiele 2004 in Athen
- Gold in Weltrekordzeit über 4 × 100 m Freistil mit der australischen Staffel (Lisbeth Lenton, Alice Mills, Petria Thomas, Jodie Henry)
- Gold in Weltrekordzeit über 100 Freistil
- Gold in Weltrekordzeit über 4 × 100 m Lagen mit der australischen Staffel (Giaan Rooney, Petria Thomas, Leisel Jones, Jodie Henry)

### Schwimmweltmeisterschaften 2005 in Montreal
- Gold 4 × 100 m Freistil mit der australischen Staffel
- Gold 100 m Freistil
- Gold mit der 4 × 100-m-Lagenstaffel

### Schwimmweltmeisterschaften 2007 in Melbourne
- Gold 4 × 100 m Freistil mit der australischen Staffel
- Gold 4 × 100 m mit der australischen Lagenstaffel (im Vorlauf geschwommen)

Jodie Henry leidet seit einiger Zeit unter hartnäckigen Beckenproblemen, welche eine Teilnahme an den australischen Trials im März unmöglich machten und somit auch eine Teilnahme an den Olympischen Spielen in Peking 2008 verhinderten. Schwimmexperten sind sich einig, dass eine gesunde Jodie Henry immer noch zu den weltbesten Freistilschwimmerinnen zählt.
Am 29. September 2009 beendete sie offiziell ihre Karriere. Ihr chronisches Beckenleiden, das auf eine Muskelschwäche zurückzuführen ist, war immer schlimmer geworden. Dadurch konnte Henry sowohl an den Olympischen Spielen 2008 in Peking als auch an der WM 2009 in Rom nicht teilnehmen.